# 江原道 (日本統治時代)
江原道（こうげんどう、カンウォンド）は、日本統治時代の朝鮮の行政区画の一つ。現在の朝鮮民主主義人民共和国（北朝鮮）の江原道と、大韓民国（韓国）の江原特別自治道および慶尚北道蔚珍郡を合わせた地域にあたる。道庁は春川に置かれた。

## 概要
朝鮮半島中部の日本海側に位置する。北に咸鏡南道、西に黄海道・京畿道、南に忠清北道・慶尚北道と接する。
近畿地方の面積に匹敵する大きな面積であった。

## 人口
昭和11年現住戸口調査より
- 総人口　1,529,071人
  - 内訳
    - 内地人　15,019人
    - 朝鮮人　1,513,276人
    - その他　776人

## 行政区分
昭和20年（1945年）当時

### 郡
- 春川郡
  - 春川邑、新東面、東面、東山面、南面、西面、史内面、史北面、新北面、北山面
- 麟蹄郡
  - 麟蹄面、南面、北面、瑞和面、麒麟面、内面
- 楊口郡
  - 楊口面、北面、方山面、水入面、亥安面、東面、南面
- 淮陽郡
  - 淮陽面、上北面、下北面、蘭谷面、泗東面、安豊面、内金剛面
- 通川郡
  - 高底邑、通川面、歙谷面、鶴一面、松田面、碧養面、臨南面
- 高城郡
  - 高城邑、長箭邑、外金剛面、西面、水洞面、県内面、巨津面、杆城面
- 襄陽郡
  - 束草邑、襄陽面、降峴面、土城面、竹旺面、西面、巽陽面、県北面、県南面
- 江陵郡
  - 江陵邑、注文津邑、墨湖邑、城山面、鏡浦面、沙川面、連谷面、城徳面、江東面、邱井面、旺山面、玉渓面
- 三陟郡
  - 三陟邑、北坪邑、近徳面、遠徳面、上長面、下長面、所達面、蘆谷面、未老面
- 蔚珍郡
  - 蔚珍面、北面、西面、近南面、遠南面、箕城面、平海面、温井面
- 旌善郡
  - 旌善面、東面、南面、北面、臨渓面、新東面
- 平昌郡
  - 平昌面、美灘面、芳林面、大和面、蓬坪面、珍富面、道岩面
- 寧越郡
  - 寧越面、下東面、上東面、北面、西面、南面、両辺面、水周面
- 原州郡
  - 原州邑、所草面、好楮面、地正面、建登面、富論面、貴来面、興業面、板富面、神林面
- 横城郡
  - 横城面、隅川面、安興面、屯内面、甲川面、晴日面、公根面、書院面
- 洪川郡
  - 洪川面、化村面、斗村面、乃村面、瑞石面、東面、南面、西面、北方面
- 華川郡
  - 華川面、看東面、下南面、上西面
- 金化郡
  - 金化邑、近東面、近南面、西面、近北面、金城面、遠東面、遠南面、遠北面、昌道面、通口面、任南面
- 鉄原郡
  - 鉄原邑、東松面、葛末面、於雲面、北面、乃文面、馬場面、寅目面、畝長面、新西面
- 平康郡
  - 平康邑、県内面、南面、西面、木田面、楡津面、洗浦面
- 伊川郡
  - 伊川面、龍浦面、東面、安峡面、西面、鶴鳳面、山内面、楽壌面、板橋面、方丈面、熊灘面

## 歴代江原道知事（道長官を含む）
1919年8月以前は「道長官」。
| 氏名                            | 在任期間                       | 備考                         |
| ------------------------------- | ------------------------------ | ---------------------------- |
| 李圭完（イ・ギュワン）          | 1910年10月1日 - 1918年9月23日  | 江原道長官                   |
| 元應常（ウォン・ウンサン）      | 1918年9月23日 - 1921年8月5日   | 1919年8月より江原道知事      |
| 申錫麟（シン・ソクリン）        | 1921年8月5日 - 1923年2月26日   |                              |
| 尹甲炳（ユン・ガプビョン）      | 1923年2月26日 - 1924年12月1日  |                              |
| 朴榮喆（パク・ヨンチョル）      | 1924年12月1日 - 1926年8月14日  |                              |
| 朴相駿（パク・サンジュン）      | 1926年8月14日 - 1927年5月18日  |                              |
| 兪星濬（ユ・ソンジュン）        | 1927年5月18日 - 1929年11月28日 |                              |
| 李範益（イ・ボミク）            | 1929年11月28日 - 1935年4月1日  |                              |
| 孫永穆（ソン・ヨンモク）        | 1935年4月1日 - 1937年4月1日    |                              |
| 金時権（キム・シグォン）        | 1937年4月1日 - 1939年5月17日   |                              |
| 尹泰彬（ユン・テビン）          | 1939年5月17日 - 1940年9月2日   |                              |
| 高尾甚造（たかお じんぞう）     | 1940年9月2日 - 1941年11月19日  |                              |
| 柳生繁雄（やぎゅう しげお）     | 1941年11月19日 - 1943年12月1日 |                              |
| 中原鴻洵（なかはら こうじゅん） | 1943年12月1日 - 1945年6月16日  | 劉鴻洵（ユ・ホンスン）で改名 |
| 孫永穆（ソン・ヨンモク）        | 1945年6月16日 -                | 日本統治下最後の知事         |

## 法院（裁判所）
昭和16年（1941年）当時
- 京城地方法院春川支庁
- 京城地方法院鉄原支庁
- 京城地方法院原州支庁

## 警察
昭和2年（1927年）当時
- 江原道警察部
  - 春川警察署
  - 麟蹄警察署
  - 楊口警察署
  - 淮陽警察署
  - 通川警察署
  - 高城警察署
  - 襄陽警察署
  - 江陵警察署
  - 三陟警察署
  - 蔚珍警察署
  - 旌善警察署
  - 平昌警察署
  - 寧越警察署
  - 原州警察署
  - 横城警察署
  - 洪川警察署
  - 華川警察署
  - 金化警察署
  - 鉄原警察署
  - 平康警察署
  - 伊川警察署
  - 金城警察署

### 憲兵警察制度下における憲兵部隊
大正4年（1915年）当時
- 春川憲兵隊
  - 春川憲兵分隊
  - 原州憲兵分隊
  - 寧越憲兵分隊
  - 蔚珍憲兵分隊
  - 三陟憲兵分隊
  - 麟蹄憲兵分隊
  - 杆城憲兵分隊
  - 淮陽憲兵分隊
  - 金化憲兵分隊
  - 鉄原憲兵分隊

## 税務
昭和16年（1941年）当時

### 税務署
- 春川税務署

## 気象
昭和17年（1942年）当時
- 江陵測候所

## 鉄道
昭和20年（1945年）の路線

### 総督府鉄道
- 京元線
- 京慶線
- 東海線

### 私鉄
- 京春鉄道
- 三陟鉄道鉄岩線
- 三陟鉄道三陟線
- 三陟鉄道墨湖港線
- 京城電気金剛山電鉄線

## 道路
昭和2年（1927年）当時

### 一等道路
- 京城元山線
- 慶州襄陽線
- 金化忠州線
- 金化南川店線
- 通川新安駅線
- 金化高城線
- 忠州江陵線
- 栄川蔚珍線

### 二等道路
- 京城五里津線
- 京城江陵線
- 元山襄陽線

## 港湾
昭和6年（1931年）当時

### 地方港
- 庫底港
- 長箭港
- 注文津港
- 汀羅港
- 烽燧港
- 巨津港
- 束草港
- 大浦港
- 墨湖港
- 竹辺港
- 厚浦港

## 鉱山
- 水出金山
- 泉浦金山
- 井谷（セイコウ）金山
- 中川昌道鉱山
- 金剛鉱山
- 三和鉄山

井谷金山と三和鉄山は是川鉱業が鉱業権を所有し開発を行った鉱山である
（是川鉱業の社主は、後に最後の相場師と言われる是川銀蔵）

## 神社
- 江原神社
- 江陵神社
- 鉄原神社
- 原州神社
- 麟蹄神社

## 企業
道内に本社を有する資本金50万円以上の企業である（昭和15年・1940年当時）

### 運輸業
- 金剛山電気鉄道

### 卸売小売業
- 江原殖産

## マスメディア

### ラジオ放送局
昭和20年（1945年）8月当時
- 朝鮮放送協会春川放送局（呼出符号：JBMK）
- 朝鮮放送協会江陵放送局（呼出符号：JBRK）
- 朝鮮放送協会長箭補助放送所

## 出身有名人
この時代に生まれ育つか、または活躍した者を掲載
- 張成沢（北朝鮮の政治家）
- 金永春（北朝鮮の政治家・軍人）
- 鄭周永（韓国の資本家）
- 李孝石（小説家）